# 六人の会
六人の会（ろくにんのかい）は、落語界の衰退を憂いた以下の落語家六人が、所属の流派、落語団体を超えて結成した落語家の会。2003年3月に結成した。

## メンバー
- 春風亭小朝（1970年落語界入り、1980年真打昇進）
- 笑福亭鶴瓶（1972年落語界入り）
- 9代目林家正蔵（1978年落語界入り、1988年真打昇進）
- 春風亭昇太（1982年落語界入り、1992年真打昇進）
- 立川志の輔（1983年落語界入り、1990年真打昇進）
- 柳家花緑（1987年落語界入り、1994年真打昇進）

中心になったのは春風亭小朝。ひとりひとりに直接声をかけた。
所属している落語団体は、落語協会（小朝、正蔵、花緑）、落語芸術協会（昇太）。立川流（志の輔）。上方落語協会（鶴瓶）と皆それぞれである。
上方噺家の鶴瓶が加入した理由は、鶴瓶が定期開催している大阪・帝塚山での落語会「無学の会」に、志の輔、小朝、花緑がゲストで来たためである。

## 活動
以下に示すような、東西・団体の垣根を越えた多くのイベントを主催・プロデュースした。
- 東西落語研鑽会
- 全国落語台本コンクール[2]
- 落語アーベント
- 大銀座落語祭（2003年-2008年）[3]
- 宮崎大落語祭（2009年　「大銀座落語祭」を引き継いだ形）
- 東西若手落語家コンペティション

他にも、落語協会を脱退して落語定席寄席と縁切りした状態であった5代目三遊亭圓楽を、2005年5月31日の新宿末廣亭での「余一会」で定席に27年ぶりに復帰させたり、2005年3月、9代目林家正蔵襲名披露に際して、「六人の会」メンバーは積極的に協力し、各種メディアに取り上げられたりと（2代目林家三平の襲名時にも同様）、流派、所属団体の枠を超えた活動を行っている。

## 著書
- 『六顔萬笑』ISBN 978-4764820043
- 春風亭小朝『いま、胎動する落語』ISBN 978-4835616391には、六人の会運営苦労話が記されている。

## 参考資料
- 広瀬和生「21世紀落語史 すべては志ん朝の死から始まった」ISBN 9784334044558（2020年1月、光文社新書）より 第3章「小朝が動いた - 2003年「六人の会」旗揚げ」(53p～83p）＊2005～08年の「大銀座落語祭」のプログラムをテキスト化。